# Đoan Mộc
Đoan Mộc (chữ Hán: 端木; Wade–Giles: Tuan-mu; tiếng Anh: Duanmu) là một họ kép Trung Hoa, đứng thứ 447 trong Bách gia tính, hiện không nằm trong 300 tên họ phổ biến nhất ở Trung quốc hiện đại.

## Người nổi tiếng mang họ Đoan Mộc
- Đoan Mộc Tứ hoặc Tử Cống (520-456 TCN), đệ tử của Khổng Tử, một trong Mười hai Triết gia.
- Đoan Mộc Thúc (端木叔), trong thời kỳ Chiến quốc hậu duệ của Tử Cống, được biết đến với sự giàu có và các hoạt động từ thiện.
- Đoan Phục Sơ hay Duanmu Tokyo (端復初; 1321-1373), người nhà Minh
- Đoan Mộc Quốc Hồ (端木國瑚; 1773-1837), học giả nghiên cứu Kinh Dịch thời nhà Thanh
- Đoan Mộc Kiệt (端木傑; 1897-1972), người Đài Loan
- Đoan Mộc Khải (端木愷; 1903-1987), người Đài Loan
- Đoan Mộc Hống Lương (1912-1996), tiểu thuyết gia
- Đoan Mộc Lộ Tây hay Lucy Duanmu (端木露西; 1912-1998), nhà văn, vợ của Trữ An Bình
- Đoan Mộc Chính (端木正; 1920-2006), Phó chủ Tịch Tòa án Nhân dân Tối cao (Cộng hòa Nhân dân Trung Hoa), con trai của Đoan Mộc Kiệt
- Đoan Mộc Mỹ (端木美) nhà sử học, con gái của Duanmu Zheng